# Contact Improvisation

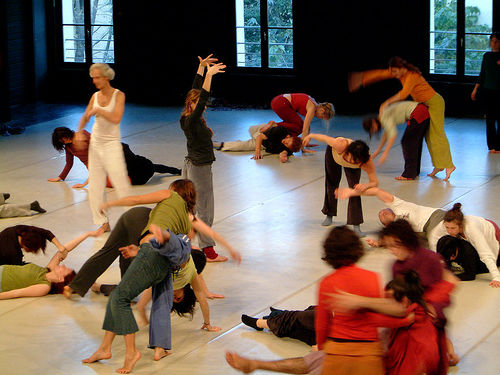
Contact Improvisation „Jam“

Contact Improvisation (kurz: CI oder Contact Impro) ist ein zeitgenössischer Tanzstil, bei dem es um die aktive Entdeckung aller Bewegungsmöglichkeiten geht, die zwei oder mehr menschliche Körper ausführen können.

## Wesen und Formen
Genauso wie im Jazz ab den 1950er Jahren avantgardistische Musiker versuchten, die Vielfalt der möglichen von ihren Instrumenten produzierten Klänge zu erkunden, so gehen auch Tanzende der Contact Improvisation vor. Die Ausübenden versuchen, alle Bewegungsmöglichkeiten und Bewegungen des Körpers zu erforschen, z. B. indem sie sich gegenseitig das Gewicht abgeben, an- und übereinander rollen, klettern und schwingen. Je nach Kontext und Zielsetzung einer CI-Veranstaltung spricht man von einer „Jam“ (kurz für Jam Session, eher spielerisch) oder einem „Lab“ (kurz für Laboratory, eher forschend).
Ein zentrales Prinzip ist das Bewahren einer absichtslosen Achtsamkeit. Veranschaulichen lässt sich dies an zwei klassischen CI-Begriffen:
- small dance:  eine Solo-Übung, bei der der Übende im aufrechten Stand all jene winzigen unwillkürlichen Reaktionen seines Körpers (sogenannte „micro movements“) beobachtet, welche seine Balance gewährleisten.
- rolling point:  in einem Duett konzentrieren sich die Tanzenden auf einen einzigen Berührungspunkt zwischen ihren Körpern. Im Verlauf des Tanzes wird dieser „rollende Kontaktpunkt“ bei gleichbleibend langsamen Tempo kontinuierlich in Bewegung gehalten.[1]

Untersuchungen aus dem Jahr 2006 konstatierten ein intensives Flow-Erleben bei CI-tanzenden Menschen.
Da Musik die Achtsamkeit beeinflusst und starke Impulse für die Improvisation und Bewegung geben kann, wird teilweise auf sie verzichtet oder sie wird sehr bewusst eingesetzt, z. B. durch mit den Tänzern improvisierende Live-Musiker.